# 가초노미야 히로쓰네 친왕
카쵸노미야 히로츠네 친왕(일본어: 華頂宮博経親王 かちょうのみや ひろつねしんのう[*], 가에이 4년 3월 18일 (1851년 4월 19일) - 메이지 9년 (1876년) 5월 24일)은 일본의 황족이자 해군 군인이다. 관위는 의정회계사무총독 해군 소장이다. 도쿠가와 이에모치의 유자 (猶子)이다. 후시미노미야 쿠니이에 친왕의 12남이고, 어머니는 이에뇨보 호리우치 노부코이다. 카쵸노미야를 창설했다.

## 약력
어릴정 궁호는 타카노미야 (隆宮)라 하였고, 가에이 5년 (1852년)에 출가하여, 치온인 몬제키가 되어, 손슈 (尊秀)라 칭했다. 만엔 원년 (1860년) 8월에 고메이 천황의 유자가 되어, 같은 해 11월에 친왕 선하를 받았다. 게이오 4년 (1868년), 칙명에 따라 환속하여 일가를 창설, 궁호를 카쵸노미야 (華頂宮)고 하며, 히로츠네 (博経)로 이름을 원래대로 돌렸다. 궁호는 치온인에서 따왔다. 일본학교어용봉ㆍ탄죠노카미ㆍ의정ㆍ회계사무총독을 역임한 것 외에, 미국에 유학하여 1872년 5월에 히가시 타카히코의 이름으로 아나폴리스 해군병학교에 입학하여, 해군에 대해 배웠으며, 1876년 (메이지 9년), 해군 소장이 되던 해 5월 24일에 사망했다.

## 혈맥
- 아버지 : 후시미노미야 쿠니이에 친왕
- 적모 : 타카츠카사 히로코
- 생모 : 호리우치 노부코
- 아내 : 난부 이쿠코
  - 아들 : 카쵸노미야 히로아츠 친왕

|  | 제1대 카쵸노미야 | 후임 카쵸노미야 히로아츠 친왕 |